# ラーコーツィ橋
座標: 北緯47度28分07秒 東経19度04分03秒 / 北緯47.46861度 東経19.06750度

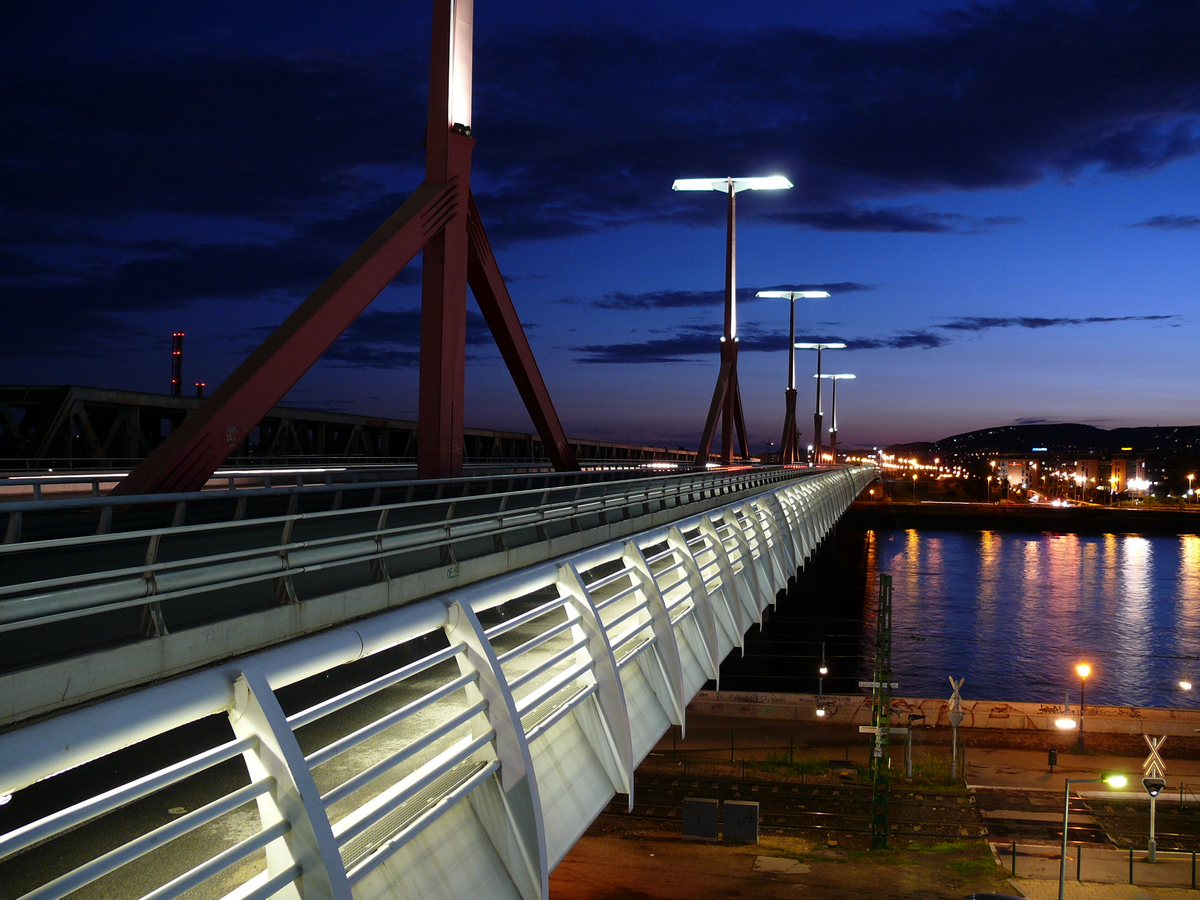
ラーコーツィ橋

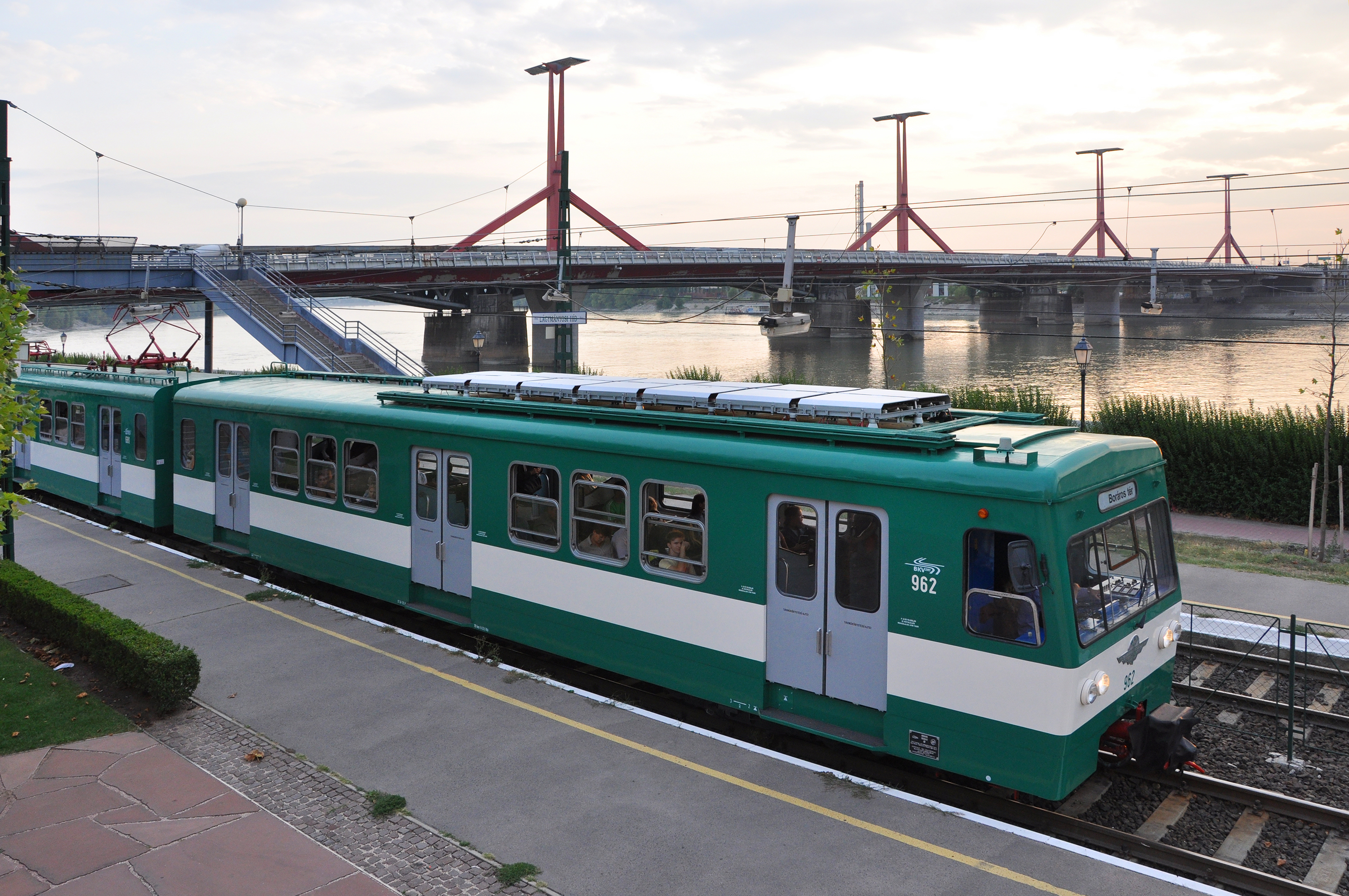
ブダペスト郊外電車のラーコーツィ橋駅

ラーコーツィ橋（ハンガリー語: Rákóczi híd）とは、ハンガリーブダペストにあるペシュト地区とブダ地区とを結ぶドナウ川にかかる橋である。かつての名称であるラージマーニョシ橋（Lágymányosi híd）としても知られている。

## 概要
橋の名前はラーコーツィ家から取られている。この橋はブダペストで最も南にあり、二番目に新しい公用の橋である。
ペシュト側の橋の終点にはブダペスト郊外電車が通っており、ハンガリー国立劇場とブダペスト人文科学館が存在している。

## 歴史
鋼鉄製の橋の建設は1992年にシグライ・チボルによって開始され、1995年に完成した。